# 브르베니차
브르베니차(마케도니아어: Брвеница, 알바니아어: Bërvenica)는 마케도니아 공화국 북서부에 위치한 도시로 인구는 16,564명(2015년 기준)이다.

시기
시 문장